# دانلد داک

دانلد داک

دانلد داک (به انگلیسی: Donald Duck) یکی از شخصیت‌های شرکت والت دیزنی (به انگلیسی: Walt Disney) است. دانلد اردکی است که غالباً لباس ملوانی به همراه یک پاپیون به تن دارد. اولین نمایش دانلد داک در ۹ ژوئن ۱۹۳۴ در کارتون مرغ کوچک باهوش (به انگلیسی: The Wise Little Hen) است. هر چند در دو کارتون تاریخ تولد او را روز ۱۳ام ژوئن (۱۳ام به خاطر بدشانسی‌های مکرری که در کارتون‌هایش با آن‌ها مواجه می‌شود) ذکر کرده‌اند. دانلد داک به خاطر زودجوش بودنش معروف است و شخصیت معروف و محبوبی به ویژه نزد کشورهای اسکاندیناوی (نروژ، سوئد، و دانمارک) محسوب می‌شود.
دانلد داک توسط دیک لاندی (به انگلیسی: Dick Lundy) و همکاری فرد اسپنسر (به انگلیسی: Fred Spencer)، کارل بارکز (به انگلیسی: Carl Barks) و جک هانا (به انگلیسی: Jack Hannah) خلق شده و صدای منحصربه‌فردش توسط کلارنس نش (به انگلیسی: Clarence Nash) تا زمان مرگش (۱۹۸۵) و پس از آن تا به امروز توسط تونی آنزلمو (به انگلیسی: Tony Anselmo) ادا می‌شد.